# 潘鑾彬
潘鑾彬（1974年—），綽號雙槍王，香港罪犯，其首個犯事紀錄出現時才十二歲，日後又帶隊打劫及綁架。
於1993年1月2號，有幾個收債人在油麻地的某餐廳裏面盯着方雯麗，引起爭執，有槍旁身的潘鑾彬及三個拍檔拿着槍柄攻擊對方，隨後威逼在場的九個顧客，包括武術家及資深影星一劉家良、翁靜晶夫婦及粵劇名伶阮兆輝，交出財物。他拿着批約值七萬港幣的首飾、錶和現金，隨後嘗試搭計程車跑路，但是皇家香港警察來到現場，雙方隨即駁火，期間有兩個警察被子彈擊傷，排在最後的賊就騎劫警車，全身而退，不久之後，方雯麗傍潘鑾彬相繼落網，方雯麗的罪名是管有軍火及來自上述案件之賊贓，潘鑾彬沒有被追究上述案件的現場行動之責任，還有就是由其他案件被控告（其中一人說他於1992年1月8號與最少兩個人合作，在淺水灣用槍脅持目標，搶走歐威廉及其保安的六千七百八十蚊港幣，其二說法是其藏有於1992年2月14號被搶的賊贓，（位於鰂魚涌的某金舖之失物）。於是他們兩個被人罪成入獄，不久後，方雯麗上訴成功，擺脫全部罪名；潘鑾彬在監獄之中得到14K大佬曾榕（綽號：柳記松）賞識，成為他的手下，於出獄之後在油尖旺一帶從黑。
於2002年1月5號，警察去尖沙咀某間酒吧檢查牌照時，在場外遇到潘鑾彬與其兩個同黨，嘗試檢查等身份證時被拒絶，最初只是彼此口角，繼而動武，潘鑾彬其後被控告妨礙司法公正反襲警兩項罪名。於2002年9月4號，潘鑾彬與三個人，在尖沙咀冒充警察及傍槍，將偏門商人林益明（綽號：左軚車大王）綁架並勒索贖金，於禁錮途中毆打兼用刀恐嚇其，收到和利群商人連卓釗（綽號：連超、公海賭王）交出其五百萬港幣才放人，為此，潘鑾彬很快就又一次被拘捕及再次入獄，此時已有六重案底。潘鑾彬後來已經出獄，與家人一起住在某間位於油麻地的豪宅。

## 家庭
潘鑾彬老婆叫方雯麗，她生了兩個女兒（大女兒叫潘欣賢，小女兒叫潘巧賢），一家四口向來感情融洽，於1994年4月27號，潘鑾彬在法庭裡面哭泣只為方雯麗（以及需要其照顧的潘欣賢及潘巧賢）求情。

## 相關影視作品
- 隱門